# Daniel Burros
Daniel Burros, dit Dan Burros, (5 mars 1937-31 octobre 1965) est un membre du Parti nazi américain sous les ordres de George Lincoln Rockwell, ancien commandant de marine, qui fonda le Parti nazi américain en 1959 à Arlington en Virginie. Après s'être brouillé avec Rockwell, il devient un kleagle (recruteur) du Ku Klux Klan dans l'État de New York.

## Biographie
Quand un reporter du New York Times nommé McCandlish Phillips révèle que Dan Burros est un Juif, celui-ci, désespéré, se suicide en se tirant tout d'abord une balle dans la poitrine puis une autre dans la tête. Lors de son suicide, il était en train d'écouter de la musique composée par Richard Wagner.
Dan Burros est parfois cité comme un exemple de Juif honteux ou s'auto-haïssant. Il a été particulièrement influencé par le livre Imperium: The Philosophy of History and Politics de Francis Parker Yockey, un idéologue néofasciste américain.
Les soupçons que Burros soit juif commencèrent quand il se trouvait encore au Parti nazi américain. Il apportait parfois des Latkes, galettes de pommes de terre, typiques des immigrants Juifs d'Europe centrale, au quartier général du parti nazi et s'exclamait alors : « Mangeons de cette bonne nourriture juive ! ». De plus, Burros fréquentait des femmes juives. Quand Rockwell découvrit qu'il était juif, il désira rester en relation avec lui. Cependant, deux heures à peine après avoir lu cette information dans le New York Times, Burros se suicidait dans le bureau du Parti nazi où il se trouvait.
Lors de la conférence de presse après la mort de Burros, George Lincoln Rockwell se répandit en injures contre les Juifs qu'il appelait « un peuple unique avec une quantité importante de malades mentaux », et attribuait le suicide et l'instabilité de Burros à « cette fâcheuse psychose juive ».
L'histoire de Dan Burros est à l'origine du film Danny Balint (The Believer) d'Henry Bean. Elle a aussi inspiré un épisode de la série télévisée Lou Grant.